# Hobbytronic

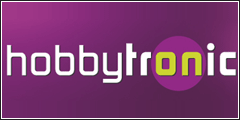
Das Logo der Messe

Die hobbytronic (bis 2004 „HobbyTronic und Computerschau“) war eine Ausstellung für Elektronik, die sich anfangs im Kontrast zu industriellen Messen vornehmlich an Hobbyisten wandte. Später wurde sie um die Bereiche Heimcomputer, PCs, Software, Games erweitert, die schließlich bei Weitem dominierten. Die Messe fand von 1978 bis 2008 jährlich in den Dortmunder Westfalenhallen statt.
Wegen stark rückläufiger Beteiligung der Anbieter und zurückgehenden Besucherzahlen fand die Ausstellung erstmals im Jahr 2005 in Kombination mit der Intermodellbau, einer Ausstellung für Modellbau und Modellsport, statt. Seit jenem Jahr wurde auf der Hobbytronic auch die „Deutsche CaseMod-Meisterschaft“ veranstaltet. Im Jahre 2005 zählte die Messe etwa 50.000 Besucher und rund 100 Aussteller.
Letztmals fand die Ausstellung vom 16. bis zum 20. April 2008 auf einer Fläche von etwa 8.000 m² statt. Im Jahre 2009 wurde die Hobbytronic kurzfristig abgesagt, da zu wenig Anmeldungen von Ausstellern eingegangen waren.

## Belege
1. ↑  Ruhr Nachrichten: „Messe Westfalenhallen: hobbytronic fällt aus!“ (Seite nicht mehr abrufbar, festgestellt im Juni 2025. Suche in Webarchiven)  Info: Der Link wurde automatisch als defekt markiert. Bitte prüfe den Link gemäß Anleitung und entferne dann diesen Hinweis., vom 3. März 2009
2. ↑  anw/c’t: Hobbytronic 2009 fällt aus. heise online, 8. März 2009, abgerufen am 10. März 2009 (deutsch).